# Julia Boserup
Julia Boserup (9 de septiembre de 1991) es una jugadora de tenis profesional estadounidense. Boserup comenzó a jugar al tenis a los seis años, después de que su madre, natural de Dinamarca, la inscribió en clases de tenis en grupo. Ella fue educada en casa, en la escuela secundaria, lo que le permitió dedicar más tiempo a su carrera en el tenis.
El 26 de junio de 2017, llegó a su más alto ranking en la WTA el cual fue 80, mientras que sus mejores ranking de dobles fue 277 el 31 de octubre de 2011. En 2014, Julia alcanzó los cuartos de final del evento de la WTA en Monterrey, México, derrotar a la número 24 Kirsten Flipkens en la primera ronda.
En el 2016 logró entrar a Wimbledon, su primer cuadro de Grand Slam ganando sus tres partidos de qualify.